# Артеметер/люмефантрин
Артеметер/люмефантрин (Coartem) — комбінований протималярійний препарат, що містить два препарати артеметр та люмефантрин. Він використовується для лікування малярії, спричиненої Plasmodium falciparum, яка не піддається лікуванню хлорохіном. Зазвичай його не використовують для профілактики малярії. Його приймають всередину.
Поширеними побічними ефектами, є біль у м'язах та суглобах, гарячка, втрата апетиту та головний біль. Серйозні побічні ефекти включають подовження інтервалу QT. Хоч він недостатньо вивчений, здається, безпечний для застосування під час вагітності. Дозу не потрібно змінювати людям з легкими або помірними проблемами з нирками або печінкою.
Поєднання увійшло в медичне застосування в 1992 році. Обидва вони були розроблені в Китаї. Він входить до Списку основних лікарських засобів ВООЗ. Він не доступний як загальний препарат.

## Медичне застосування
Ця комбінація є ефективною і переноситься добре. Засіб лікування малярії забезпечує високий рівень виліковування навіть у районах з багаторазовою стійкістю до ліків.

## Побічні ефекти
Коартем може викликати анафілактичні реакції. Препарат часто викликає головний біль, запаморочення та анорексію, хоча в більшості випадків — це проявляється у легкій формі. Інші досить поширені побічні ефекти (більше 3 % пацієнтів) включають порушення сну, шум у вухах, тремор, серцебиття, а також неспецифічні реакції, такі як запаморочення, шлунково-кишкові розлади, свербіж та назофарингіт.

## Взаємодії
Їжа, зокрема жир, посилює всмоктування як артеметру, так і люмефантрину, і пацієнтам рекомендується приймати таблетки разом з їжею (наприклад, молоко), наскільки це можливо в індивідуальному порядку (йде мова про нудоту). Коартем має потенціал для подовження інтервалу QT, тому в комбінації з іншими препаратами, що мають таку ж властивість, можуть викликати нерегулярне серцебиття, що потенційно може призвести до смертельної фібриляції шлуночків. Поєднання з галофантрином, протималярійним засобом, може спричинити загрозливе для життя подовження інтервалу QT. Препарати та інші речовини, що впливають на активність печінкового ферменту CYP3A4, включаючи грейпфрутовий сік, можуть або збільшувати, або знижувати рівень артеметру/люмефантрину в крові, залежно від виду речовини. Це може призвести або до більш серйозних побічних ефектів, або до зниження ефективності.

## Історія
У 2001 році була створена перша комбінована терапія на основі артемізиніну з фіксованою дозою, яка відповідає критеріям кваліфікації Всесвітньої організації охорони здоров'я щодо ефективності, безпеки та якості. Він схвалений у більш ніж 80 країнах світу, включаючи різні країни Африки, а також Swissmedic, Європейське агентство з лікарських засобів (EMA) та Управління з контролю за продуктами та ліками США (FDA).

## Суспільство і культура

### Доступ до лікування
Коартем (Coartem) надається без прибутку країнам, що розвиваються, за допомогою грантів Глобального фонду для боротьби зі СНІДом, туберкульозом та малярією, ініціативою президента США з боротьби з малярією та іншими донорами. Novartis знизив ціну на Coartem на 50 % з 2001 року, збільшивши доступ для пацієнтів у всьому світі. Перше значне зниження цін відбулося в 2006 році, коли ціна Coartem знизилася від середнього значення 1,57 до 1,00 доларів США. У 2006 році, завдяки поліпшенню ситуації з постачанням природного інгредієнта артемізиніну, Novartis вдалося здійснити найагресивніше розширення виробництва у фармацевтичній промисловості у своєму роді з 4 мільйонів лікувальних доз у 2004 році до 62 мільйонів в 2006 році.  Novartis та його партнери вклали значні кошти у розширення виробничих потужностей на своїх заводах у Китаї та Суфферні, Нью-Йорк. Це збільшення виробничих потужностей забезпечило задовільнення запиту, щодо пропозиції Coartem, що дозволило Novartis ще більше знизити ціну Coartem. У квітні 2008 року — знижено ціну Coartem у державному секторі приблизно на 20 %, в середньому до 0,80 дол. США (або 0,37 дол. США за пакет лікування дитини). Таке зниження цін стало можливим завдяки підвищенню ефективності виробництва.
До цієї програми Novartis критикували за судовий процес, який вони розпочали проти Індії, намагаючись заборонити маркетинг дешевих генеричних препаратів. Індійський суд виніс рішення проти Novartis, заявивши, що ця справа є «загрозою для людей, які страждають на рак […] та іншими захворюваннями, які надто бідні, щоб платити за них».

### Схвалення в США
8 квітня 2009 р FDA оголосило, що Coartem був схвалений для лікування гострих неускладнених інфекцій малярії у дорослих та дітей вагою щонайменше п'ять кілограмів (приблизно 11 фунтів).

### Розсіюється
У січні 2009 року Novartis and Medicines for Malaria Venture (MMV) запустив Coartem Dispersible -комбіновану терапію на основі артемізиніну, розроблену спеціально для дітей з малярією. Coartem Dispersible містить таке ж співвідношення артеметру та люмефантрину, як Coartem. Він діє так само, як і інші. Таблетки Coartem з солодким смаком швидко розчиняються у невеликій кількості води, полегшуючи введення та забезпечуючи ефективне дозування.

## Синоніми
Коартем, Ріамет, Ріамед, Falcynate-LF